# Retrato de la madre de van Gogh
El retrato de la madre de Van Gogh fue pintado por Vincent van Gogh en 1888. Pintó a su madre, Anna Carbentus van Gogh, copiando una foto en blanco y negro. Van Gogh fue presentado al arte por su madre, que era una artista aficionada y acuarelista. Después de años de tensas relaciones con sus familiares, Van Gogh mostró algunas obras que pensó que su madre apreciaría. Las obras fueron pinturas de flores y ambientes naturales. En esta pintura, Van Gogh capturó la naturaleza digna y orgullosa de su progenitora.